# ピエール・サンドラン
ピエール（・ルニョー）・サンドラン（Pierre (Regnault) Sandrin, 1490年頃 – 1561年以降）は、フランス・ルネサンス音楽の作曲家。16世紀中ごろのシャンソンの多作家である。きわめて人気が高く、作品が広く流布した作曲家であった。

## 生涯
おそらくは、パリから遠くないサン・マルセルの出身だが、幼少期についての詳細はほとんど分かっていない。1506年にはフランス宮廷の聖歌隊員であり、1517年にはサヴォイア家ルイーズのお抱え歌手だった。その頃より1539年までフランス宮廷のあらゆる史料からサンドランの名を見出すことはできないが、他の文書によると、その頃には俳優として活動していたらしい。1539年までに再びフランス宮廷に戻り、今度は宮廷礼拝堂の歌手として雇われた。それから数年のうちに、セルミジと並んで、フランスにおいて最も名だたるシャンソン作家の一人として名声を博した。
1550年代初頭には時おりイタリアに赴き、1554年にはシエーナにおいて、フェラーラ公エステ家の宮廷楽長に就任した。1560年にパリに戻るが、おそらくほんの束の間のことであり、翌1561年には、今度はローマに渡った。この頃より記録からサンドランの名が消えており、おそらく1561年かその直後に、どうやらイタリアで他界したのであろう。

## 楽曲
サンドランは明らかに世俗曲の専門家であり、それもシャンソンしか作曲しなかった。しかしながら、当時の多くの作曲家の場合にありがちなように、作品の多くが失われてしまった可能性もないわけではない。作品はすべて声楽曲であり、いずれも4声のために作曲されている。
様式的にサンドランの作品は、セルミジの作風に似ているが、サンドランはイタリア音楽の影響をフランス音楽の様式に溶け込ませている。サンドランのシャンソンはホモフォニックで、時おり細部に対位法が使われるが、後期作品では、当時のイタリアの世俗音楽（特にフロットーラ）に共通する、リズム面のさまざまな仕掛けが凝らされ、音画のような修辞技巧も充実している。
女体賛美のシャンソン《甘き思い出 Doulce memoire 》は、16世紀全体を通じて最も有名な楽曲の一つであり、多くの国々で無数の写譜や編曲が残されている。とりわけリュート奏者や鍵盤楽器奏者に人気の作品であった。